# THE KIDS
THE KIDS（ザ・キッズ）は日本のロックバンド。

## メンバー
- 桐明孝侍（きりあけ こうじ、1961年4月17日 - ） - ボーカル、ギター 。
  - 福岡県福岡市出身。
  - 実弟もミュージシャンとしての活動実績が豊富であり、好物はレバ刺し、カレーライス、吉塚うなぎ、焼き肉、うどん、牛タン、気持ちのよい飯塚の朝、タンドリーチキンカレー、石原さとみ。
- 服部螢（はっとり けい、1964年3月5日 - ）ベース。
  - 東京都出身。
- 西川貴博（にしかわ たかひろ、1963年6月21日 - ）ドラム。
  - 大阪府出身。
  - 妻は歌手、女優、タレントの浅香唯。

### 過去に在籍したメンバー

#### ベース
- 千葉博（ちば ひろし）
- 川口裕二（かわぐち ゆうじ）
- 粟田博（あわた ひろし）

#### ドラムス
- 佐藤大輔（さとう だいすけ）
- 真崎修一（まさき しゅういち）脱退後ライカ・スパイダーを結成。
- 寺山ヒロミ（てらやま ひろみ）
- 大島正嗣（おおしま まさつぐ）元ヒートウェイヴ。
- 宇野玲二（うの れいじ）

## 略歴
1980年 Vo.G.桐明孝治/Vo.B.千葉博/Drums佐藤大輔の3人によってTHE KIDSが結成される。
1983年 佐藤が脱退、正木秀一加入。Vo.G.桐明/Vo.B.千葉/Drums.正木の体制でFM福岡「ワンナイトキッズ」番組スタート。
1984年 正木が脱退。寺山ヒロミ加入。Vo.G.桐明/Vo.B.千葉/Drums.寺山。
1986年 5月4日ファイナルコンサートを大博多ホールにて開催。メンバーは、Vo.G.桐明/Vo.B.川口ゆうじ/Drums.寺山/Keyboard：西村直人/G.上村佳弘・山田りゅうじ/Guest Musician.松永浩・山口ひろし（ヒートウェイヴ）。博多時代に樹立したアマチュアバンド観客動員数1,000人は未だに破られていない。
1987年 12月30日「THE KIDSvsTHE HIGH（千葉のバンド）at VIVRE HALL」開催。
1988年 メンバーチェンジを繰り返しながらライブ活動を続ける。
1989年 Drums.西川貴博/B.粟田博をメンバーとして「三宅裕司のいかすバンド天国」に出演。在宅審査員賞最多記録を獲得。
1990年 ロンドン、ベルリンなど東ヨーロッパツアーを行う。メルダック（徳間ジャパンコミュニケーションズ）よりメジャー・デビュー。
1998年 デリリオスミュージックに移籍。B.服部螢/Drums.大島噴火がメンバー入り。
2001年 博多ロゴスイベント参加。出演：ポール・ウェラー、THE KIDS、ザ・コレクターズ等。
2004年～2006年の間、新ドラマーに宇野レイジを迎えライブを継続するが、2007年 の宇野の他界後、西川が正式メンバーとして復帰。
2015年 現在、Vo.G桐明/Bass.服部/Dr.西川の三人体制で活動継続中。
2022年12月6日テレビ東京、開運なんでも鑑定団に桐明が青春のお宝と題されたコーナーに出演。デビュー当時から使用していたギター、リッケンバッカーの12弦ギターを出展。
当日アメリカのギターセンターにて10万円で買ったそのギターが実は廉価版だったと言う事で、買った金額を下回る5万円と言う鑑定結果で、お茶の間の笑いを誘った。

## ディスコグラフィー

### アルバム

#### ライブアルバム
- LIVE THE ROCKET（2002年11月7日、Rock & Hill Records）
- THE KIDS early years 1980-1986博多（2015年4月17日、YOUTH）
- LIVE THE ROCKET II（2017年8月12日、Rock & Hill Records）

### 参加作品
| 発売日        | タイトル            | 規格品番 | 曲順 | 楽曲               |
| ------------- | ------------------- | -------- | ---- | ------------------ |
| 1998年6月21日 | いか天 ザ・50 Vol.3 | APCA-225 | M.13 | SIN CITY（罪の街） |

## タイアップ一覧
| 使用年 | 曲名             | タイアップ                                       |
| ------ | ---------------- | ------------------------------------------------ |
| 1993年 | 悲しみの向こうに | テレビ朝日系『君といつまでも』エンディングテーマ |
| 1993年 | 東京RAIN         | ダイヤトーン・スピーカー ラジオCMソング          |
| 1995年 | 紫陽花           | MBS系『あまからアベニュー』テーマソング          |

## メディア出演

### ラジオ
- ワンナイトキッズ（1983年 - ?、FM福岡）